# Rakliszki Nowe
Rakliszki Nowe (lit. Naujosios Rakliškės) − wieś na Litwie, w gminie rejonowej Soleczniki, 1 km na zachód od Butrymańców, zamieszkana przez 37 osób. Przed II wojną światową w Polsce, w powiecie lidzkim województwa nowogródzkiego.